# Uri Avnery
Uri Avnery, em hebraico:  אורי אבנרי, também translit. Uri Avneri (Beckum, Alemanha, 10 de setembro de 1923 - Tel Aviv, 20 de agosto de 2018), nascido Helmut Ostermann, foi um jornalista israelense  pacifista e antigo membro da Knesset (1965-1974 e 1979-1981), que, durante a juventude foi membro do movimento de direita denominado sionismo revisionista e da organização paramilitar Irgun.
Fundador do movimento pacifista Gush Shalom, foi um dos proprietários do HaOlam HaZeh, uma revista israelense de informação, que circulou de 1950 a 1993.

## Biografia
Nascido em Beckum, Alemanha, com o nome de Helmut Ostermann, Avnery e sua família emigraram à Palestina em 1933, fugindo do regime nazista. Ele frequentou a escola em Nahalal e depois em Tel Aviv, abandonando-a após a sétima série, aos 14 anos, para ajudar os pais. Avnery passou a trabalhar como assistente para um advogado, trabalho que manteve por cerca de 5 anos.
Em 1938, ele se juntou ao grupo paramilitar sionista Irgun, escrevendo para algumas das pubicações internas da organização. Em dado momento, ele foi editor do jornal Revisionista interno Ba-Ma'avak ("Na Luta"). Aos 17 anos de idade, Avnery começou a escrever para publicações independentes. Ele deixou o Irgun em 1942 após se decepcionar com as táticas do grupo, afirmando em entrevistas do ano de 2003: "Eu não gostava dos métodos de terror aplicados pelo Irgun na época", notando que ele não apoiava a matança de pessoas em retaliação por atos semelhantes cometidos pelos árabes. Em 1947, Avnery deu início ao seu pequeno grupo, Eretz Yisrael Hatze'ira ("Jovem Terra de Israel"), que publicava o jornal Ma'avak ("Luta"). O pensamento político de Avnery era, inicialmente, influenciado pelo Canaanismo. Em 1947 ele propôs a união dos países da "região semítica": Palestina, Transjordânia, Líbano, Síria e Iraque.
Durante a guerra árabe-israelense de 1948, Avnery lutou no fronte sul na Brigada Givati como comandante de um batalhão. Mais tarde, serviu na unidade Shu'alei Shimshon, cujo hino compôs. Da linha de frente, ele redigiu cartas que foram publicadas no Haaretz, e mais tarde no livro Nos Campos da Filistéia (em hebraico:  בשדות פלשת, Bi-Sdot Pleshet). Avnery foi ferido por duas vezes, seriamente na segunda ocasião, já no período final da guerra. Assim, passou seus últimos meses de serviço em convalescença e foi dispensado no verão de 1949.
Durante as décadas de 1950 e 1960, Avnery era, em conjunto com Shalom Cohen, editor da revista semanal HaOlam HaZeh ("Esse Mundo"), um tablóide anti-establishment conhecido por seus muitos furos sensacionalistas e por apresentar nudismo em sua contra-capa. A fórmula pareceu funcionar, já que por muitos anos a revista foi a principal media alternativa israelense.
Após a Revolução Egípcia de 1952, Avnery usou seus editoriais na HaOlam HaZeh para reivindicar uma guerra preventiva contra o Egito, argumentando que "os regimes árabes reacionários" atacariam Israel "no minuto em que a superioridade armamentista árabe sobre Israel fosse grande o suficiente." Ele começou a repensar seu ponto de vista após a Guerra do Suez, em 1956, que terminou com a retirada de Israel e com Nasser fortalecido. Em junho de 1957, Avnery sugeriu que Israel ajudasse os palestinos a derrubar a monarquia Hachemita na Jordânia ("um produto do imperialismo"). Israel então formaria uma federação com o novo Estado Jordano-Palestino. No final da década de 50, Avnery estava entre os fundadores do grupo Ação Semita, que defendia uma federação regional de Israel e seus vizinhos.
Em 1965 Avnery criou um partido político que tinha o mesmo nome que sua revista HaOlam HaZeh – Koah Hadash. No mesmo ano, foi eleito para o Knesset. Ainda que tenha mantido seu cargo após as eleições de 1969, o partido se desintegrou e Avnery fundou o partido político Meri, que não conseguiu garantir lugares nas eleições de 1973. Ele voltou ao Knesset como membro do partido de esquerda de Israel, após as eleições de 1977, mas não foi reeleito em 1981. Mais tarde, ele se envolveu com a Chapa Progressista pela Paz.
Avnery encontrou-se com Yasser Arafat em 3 de julho de 1982, durante o cerco de Beirute. Foi possivelmente a primeira vez que um israelense teve um encontro pessoal com Arafat.
Posteriormente, Avnery passou ao ativismo de esquerda e fundou o movimento Gush Shalom (em hebraico:  גוש שלום, Bloco da Paz) em 1993. Ele é adepto do secularismo e se opõe firmemente à influência ortodoxa na vida política.
Internado em hospital de Tel Aviv em decorrência de AVC, faleceu em 20 de agosto de 2018.

### Ameaças de morte
Em 1975, Avnery ficou gravemente ferido após ser esfaqueado. O agressor foi posteriormente considerado insano. Em 2006, o colono judeu ativista Baruch Marzel, durante entrevista ao ser pelo canal 10 da TV de Israel incitou o militares israelenses a realizar o assassinato seletivo de Avnery.

### Atividades recentes
- Avnery colabora com os sites jornalísticos CounterPunch,[17] Information Clearing House, LewRockwell e The Exception Magazine.
- Em 2002, foi tema do documentário Uri Avnery: Warrior for Peace,dirigido por Yair Lev.

### Frase

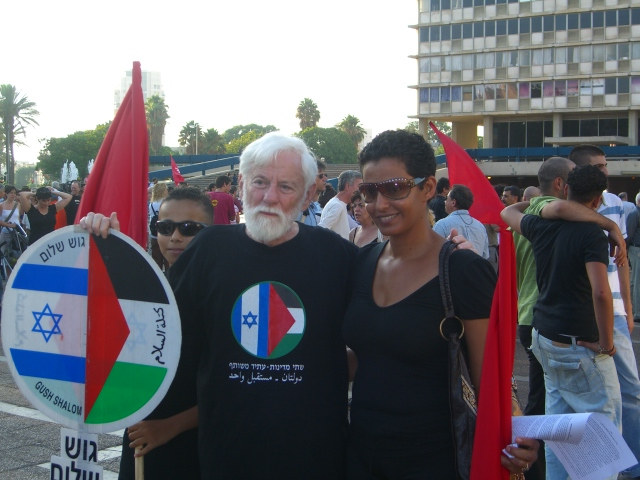
Uri Avnery em manifestação promovida pelo Hadash, contra a Guerra do Líbano de 2006.

- "Você não pode falar comigo sobre terrorismo. Eu fui um terrorista" (Avnery, em agosto de 2002).[18]